# Comtes et princes de la Maison de Nassau
Les premiers comtes de Nassau furent en réalité comte de Laurenbourg, le premier comte de Nassau fut Valéran Ier de Laurenbourg en Nassau. 
Henri II de Nassau eut deux fils : Valéran II de Nassau et Othon Ier de Nassau. Tout d'abord ils gouvernèrent ensemble, puis en 1255, les possessions de Nassau furent divisées, ainsi naquirent la lignée Valramienne dont le fondateur fut Valéran II de Nassau, et la lignée Ottonienne dont le fondateur fut Othon Ier de Nassau.
La lignée Valramienne donna plusieurs familles dont : La famille de Nassau-Wiesbaden-Idstein éteinte en 1605, la famille de Nassau-Weilburg éteinte en 1964. La lignée de Weilburg-Saarbrücken, en 1659 la lignée de Nassau-Ottweiler, Nassau-Usingen.
La lignée Ottonienne donna les familles de Nassau-Hadamar, Nassau-Beilstein, Nassau-Dillenbourg, Orange-Nassau, Nassau-Siegen, cette lignée Ottonienne donna plus tard des rois aux Pays-Bas, un roi d'Angleterre et d'Écosse (Guillaume III).
(de père en fils sauf indication contraire)

## Comtes de Nassau
- Dedo de Laurenbourg  :    Comte de Laurenbourg de ? à 1117

- Robert de Laurenbourg  :    Comte de Laurenbourg de ? à 1152

- Valéran Ier de Laurenbourg en Nassau  :    Co-comte de Nassau de 1152 à 1190, comte de Nassau de 1190 à 1198

- Henri II de Nassau  :    Co-comte de Nassau de 1198 à 1239, comte de Nassau de 1239 à 1249

## Lignée Valramienne

### Comte de Nassau-Wiesbaden-Idstein
- Valéran II de Nassau  :   fils d'Henri II, Co-comte de Nassau de 1249 à 1255, comte de Nassau-Wiesbaden, comte de Nassau-Idstein de 1255 à 1276

- Adolphe de Nassau  :   Comte de Nassau-Wiesbaden, comte de Nassau-Idstein de 1276 à 1298, roi de Germanie de 1292 à 1298

- Gerlier Ier de Nassau  :   Co-comte de Nassau-Wiesbaden de 1298 à 1324, comte de Nassau-Wiesbaden de 1324 à 1298, comte de Nassau-Idstein de 1298 à 1361

- Adolphe Ier de Nassau  :   Comte de Nassau-Wiesbaden, comte de Nassau-Idstein de 1361 à 1370

- Valéran III de Nassau  :   Comte de Nassau-Wiesbaden, comte de Nassau-Idstein de 1370 à 1393

- Adolphe II de Nassau  :   Comte de Nassau-Wiesbaden, comte de Nassau-Idstein de 1393 à 1426

- Jean de Nassau  :   Comte de Nassau-Wiesbaden, comte de Nassau-Idstein 1426-1480

- Adolphe III de Nassau  :   Comte de Nassau-Wiesbaden, comte de  Nassau-Istein de 1481 à 1511

- Philippe Ier de Nassau  :   Comte de Nassau-Wiesbaden, comte de Nassau-Idstein de 1511 à 1558

- Philippe II de Nassau                :   Comte de Nassau-Wiesbaden, comte de Nassau-Idstein de 1558 à 1566

- Balthazar de Nassau  :   son frère cadet, Comte de Nassau-Wiesbaden, comte de Nassau-Idstein de 1566 à 1568

- Jean Louis Ier de Nassau  :   Comte de Nassau-Wiesbaden, comte de Nassau-Idstein de 1568 à 1596

- Jean Louis II de Nassau  :   Comte de Nassau-Wiesbaden, comte de Nassau-Idstein de 1596 à 1605

En 1605, les possessions de Nassau-Wiesbaden-Idstein furent intégrées aux possessions de Nassau-Weilbourg-Saarbrücken.

### Comtes de Nassau-Weilbourg

#### Branche aînée de Nassau-Weilbourg
- Jean Ier de Nassau-Weilbourg : fils de Gerlier Ier, Co-comte de Nassau-Weilbourg de 1355 à 1371, comte de Nassau-Weilbourg de 1309 à 1371
- Philippe Ier de Nassau-Weilbourg : Comte de Nassau-Weilbourg de 1371 à 1429
- Philippe II de Nassau-Weilbourg : Comte de Nassau-Weilbourg de 1429 à 1492
  - Jean II de Nassau-Sarrebruck : son frère cadet, comte de Sarrebruck, d'où Jean-Louis père des comtes Adolphe, Philippe II et Jean III († 1574) ; ils sont aussi comtes de Saarwerden en 1527. Les descendants de Louis Ier ci-dessous, aussi comtes de Sarrebruck, hériteront de Sarrewerden en 1574
- Louis Ier de Nassau-Weilbourg : son petit-neveu, fils de Jean III († 1480) et petit-fils de Philippe II, Comte de Nassau-Weilbourg de 1492 à 1523
- Philippe III de Nassau-Weilbourg : Comte de Nassau-Weilbourg de 1523 à 1559
- Albert de Nassau-Weilbourg : Comte de Nassau-Weilbourg de 1559 à 1593
- Guillaume de Nassau-Weilbourg : Comte de Nassau-Weilbourg de 1593 à 1597
- Louis II de Nassau-Weilbourg : son frère aîné, Comte de Nassau-Weilbourg de 1597 à 1625
  - Jean de Nassau-Idstein, comte d'Idstein, Comte de Wiesbaden, père de Georges-Auguste de Nassau-Idstein
  - Guillaume de Nassau-Sarrebruck, son frère, Comte de Nassau-Sarrebruck : d'où la suite des comtes de Sarrebruck, Usingen, Ottweiler

#### Branche cadette de Nassau-Weilbourg
- Ernest Casimir de Nassau-Weilbourg :  frère de Jean et Guillaume, fils de Louis II, Comte de Nassau-Weilbourg de 1629 à 1655
- Frédéric de Nassau-Weilbourg  :  Comte de Nassau-Weilbourg de 1665 à 1675
- Jean Ernest de Nassau-Weilbourg  :  Comte de Nassau-Weilbourg de 1675 à 1719

### Princes de Nassau-Weilbourg
- Jean-Ernest de Nassau-Weilbourg  :  ... puis Prince de Nassau-Weilbourg de 1675 à 1719
- Charles-Auguste de Nassau-Weilbourg  : Prince de Nassau-Weilbourg de 1719 à 1753
- Charles-Christian de Nassau-Weilbourg  : Prince de Nassau-Weilbourg de 1753 à 1788
- Frédéric-Guillaume de Nassau-Weilbourg  : Prince de Nassau-Weilbourg de 1788 à 1816...

En 1816, les princes de Nassau-Weilbourg deviennent ducs de Nassau.

### Ducs de Nassau
- Frédéric Guillaume de Nassau-Weilburg  : ... puis Duc de Nassau de 1816 à 1816
- Guillaume de Nassau (1792-1839)  : Duc de Nassau de 1816 à 1839
- Adolphe Ier de Luxembourg  : Duc de Nassau de 1839 à 1866, Grand-duc de Luxembourg de 1890 à 1905

En 1866 le duché de Nassau fut annexé par le royaume de Prusse.

## Lignée Ottonienne

### comte de Nassau-Dillenbourg
- Jean de Nassau-Dillenbourg  :  fils de Othon Ier de Nassau, Comte de Nassau-Dillenbourg de 1303 à 1328
- Henri II de Nassau-Dillenbourg  :  fils de Othon Ier de Nassau, Comte de Nassau-Dillenbourg de 1328 à 1343
- Othon II de Nassau  :  fils d'Henri II de Nassau, Comte de Nassau-Dillenbourg, comte de Nassau-Siegen, comte de Nassau de 1343 à 1350
- Jean Ier de Nassau-Dillenbourg  :  Comte de Nassau-Dillenbourg de 1351 à 1416
- Adolphe de Nassau-Dillenbourg  :  Comte de Nassau-Dillenbourg de 1416 à 1420
- Englebert Ier de Nassau-Dillenbourg  :  leur frère, Comte de Nassau-Dillenbourg de 1420 à 1442
- Jean IV de Nassau-Dillenbourg  :  son frère aîné, Comte de Nassau-Dillenbourg de 1442 à 1475
- Englebert II de Nassau-Dillenbourg  :  Comte de Nassau-Dillenbourg de 1473 à 1504, stathouder des Flandres et de Hollande
- Jean V de Nassau-Dillenbourg  :  son frère cadet, Comte de Nassau-Dillenbourg de 1504 à 1516
- Henri III de Nassau-Dillenbourg  :  Comte de Nassau-Dillenbourg de 1516 à 1538, Comte de Bréda et de Vianden, père de René de Nassau-Chalon, Prince d'Orange (1519-1544)
- Guillaume de Nassau-Dillenbourg le Riche : son frère cadet, Comte de Nassau-Dillenbourg de 1538 à 1559
- Jean VI de Nassau-Dillenbourg  :  frère cadet du Taciturne, Comte de Nassau-Dillenbourg de 1559 à 1606
- Guillaume-Louis de Nassau-Dillenbourg : Comte de Nassau-Dillenbourg de 1607 à 1620
- Georges V de Nassau-Dillenbourg  :  leur frère cadet, Comte de Nassau-Dillenbourg de 1620 à 1623

En 1654 le comté de Nassau-Dillenbourg est érigé en principauté.

### Princes de Nassau-Dillenbourg
- Louis-Henri de Nassau-Dillenbourg  :    fils de Georges V, Prince de Nassau-Dillenbourg de 1623 à 1662
- Henri de Nassau-Dillenbourg  :   Prince de Nassau-Dillenbourg de 1656 à 1701
- Guillaume de Nassau-Dillenbourg  :   Prince de Nassau-Dillenbourg de 1701 à 1727
- Christian de Nassau-Dillenbourg  :   son frère, Prince de Nassau-Dillenbourg de 1727 à 1739

En 1739 la Maison d'Orange-Nassau hérita des possessions de Nassau-Dillenbourg

### Comtes de Nassau-Beilstein
- Henri Ier de Nassau-Beilstein  :    fils d'Henri II de Nassau, Comte de Nassau-Beilstein de 1341 à 1380
- Richard de Nassau-Beilstein   :    Co-Comte de Nassau-Beilstein de 1380 à 1412
- Henri II de Nassau-Beilstein  :    son frère aîné, Co-comte de Nassau-Beilstein de 1380 à 1412
- Jean Ier de Nassau-Beilstein  :    Comte de Nassau-Beilstein de 1412 à 1473
- Henri IV de Nassau-Beilstein  :    Comte de Nassau-Belstein de 1473 à 1499
- Jean II de Nassau-Beilstein  :    Comte de Nassau-Beilstein de 1499 à 1513
- Jean III de Nassau-Beilstein  :    Comte de Nassau-Beilstein de 1513 à 1561

En 1561, les possessions de Nassau-Beilstein furent intégrées à la Nassau-Dillenbourg.

### Comtes de Nassau Dietz
En 1606 la Nassau-Dillenbourg fut partagée entre Nassau-Dietz et Nassau-Siegen.
- Ernest-Casimir de Nassau-Dietz  :    fils de Jean VI de Nassau-Dillenburg, Comte de Nassau-Dietz de 1606 à 1632
- Henri-Casimir de Nassau-Dietz  :    Comte de Nassau-Dietz de 1632 à 1640
- Guillaume-Frédéric de Nassau-Dietz  :    son frère, Comte de Nassau-Dietz de 1640 à 1664 ; il épouse Albertine-Agnès d'Orange-Nassau, fille de Frédéric-Henri d'Orange-Nassau, dernier fils du Taciturne et grand-père du roi Guillaume III
- Henri-Casimir II de Nassau-Dietz  :    Comte de Nassau-Dietz de 1664 à 1696

En 1702, érigée en principauté, la lignée de Nassau-Dietz devint la Maison d'Orange-Nassau.

### Princes d'Orange-Nassau
- Jean Guillaume Friso d'Orange  :  fils d'Henri-Casimir II, Prince de Nassau-Dietz, prince d'Orange-Nassau de 1702 à 1711 (héritage du roi Guillaume III)
- Guillaume IV d'Orange-Nassau  :  Prince de Nassau-Dietz, prince d'Orange-Nassau de 1711 à 1751, stathouder des Provinces-Unies ; il épouse Anne de Grande-Bretagne
- Guillaume V d'Orange-Nassau  :  Prince de Nassau-Dietz, prince d'Orange-Nassau de 1751 à 1799

En 1814, le Congrès de Vienne accorda la principauté ottonienne de Nassau à la lignée valmérienne (Nassau-Weilbourg). En compensation, il fut accordé aux princes d'Orange-Nassau (Guillaume Frédéric, alias Guillaume Ier, 1772-1843, roi en 1814, fils de Guillaume V) le royaume des Pays-Bas (dont la Belgique et le Grand-duché de Luxembourg jusqu'en 1830).
Voir Liste des souverains des Pays-Bas